# Lepidosauria
I lepidosauri (Lepidosauria - dal greco λέπις, lepis - "squama", e σαύρος, sauros - "lucertola") sono un gruppo di rettili, caratterizzati da un corpo ricoperto da squame sovrapposte. Il gruppo include i tuatara, le lucertole, i serpenti e gli anfisbeni. I lepidosauri sono i rettili attuali di maggior successo.
In tassonomia, i lepidosauri ("rettili con le scaglie") sono un superordine di rettili che comprende due ordini attuali:
- Squamata - rettili muniti di squame (lucertole, serpenti, anfisbene)
- Sphenodontia o Rhynchocephalia - tuatara

A questi si aggiunge un altro ordine conosciuto solo allo stato fossile, spesso inserito in un gruppo a sé stante:
- Sauropterygia - rettili marini estinti (plesiosauri, notosauri e placodonti)